# Gedeon i 300 wojowników
Gedeon i 300 wojowników – włosko-hiszpański film biblijny z 1965 roku. Film składa się z dwóch części. Pierwsza opowiada historię Gedeona, a druga historię Samsona.

## Obsada
- Anton Geesink – Samson
- Rosalba Neri – Dalila
- Ivo Garrani – Gedeon
- Maruchi Fresno	- żona Gedeona
- Fernando Rey – Anioł
- Giorgio Cerioni	-	Syn Gedeona
- Luz Márquez	- 	Gaza
- Ana María Noé	- matka Samsona
- Mirko Ellis
- Piero Gerlini
- Paolo Gozlino
- José Jaspe